# Улстејнвик
Улстејнвик (норв. Ulsteinvik) је насељено место у Норвешкој у округу Мере ог Ромсдал. Има статус града од 2000.